# Katana

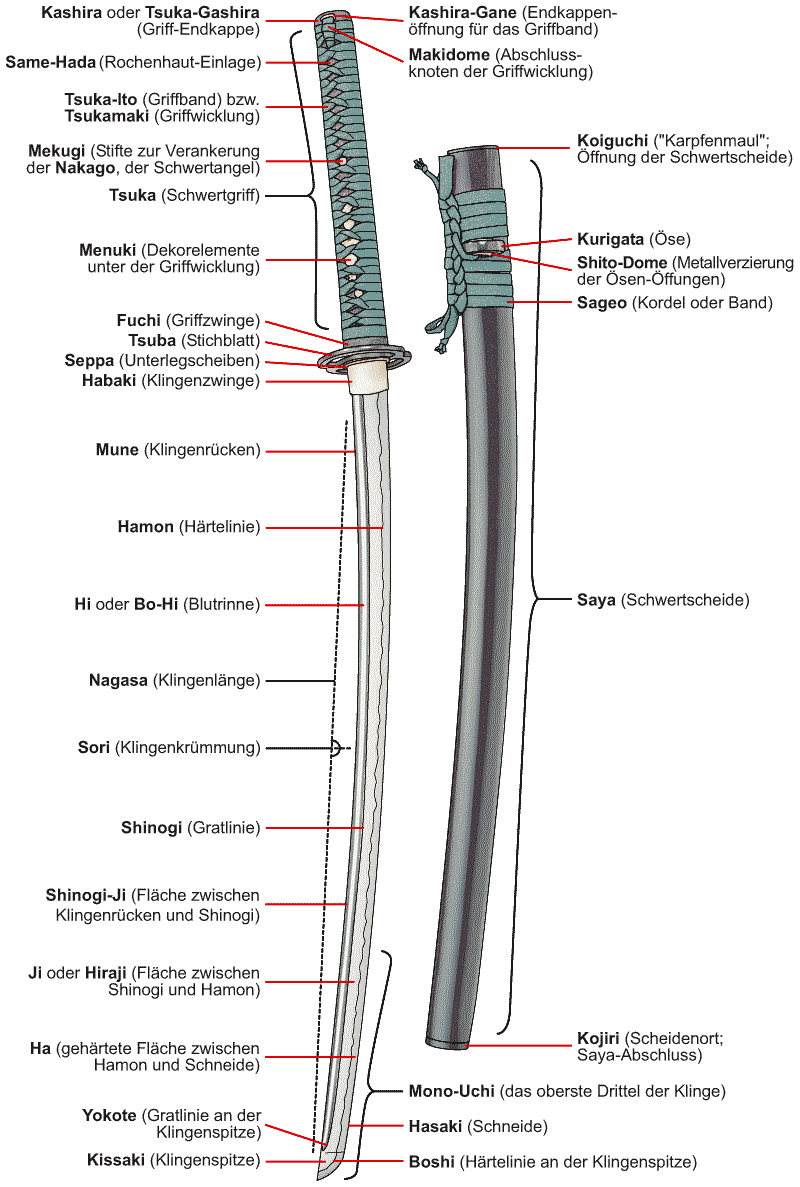
Bestandteile eines Katana und der Koshirae-Montur

Das Katana [ka.ta.na] (japanisch 刀 ) ist das japanische Langschwert (Daitō 大刀). Im heute üblichen Japanischen wird der Begriff auch als allgemeine Bezeichnung für Schwert verwendet. Heute gefertigte Waffen werden auch Shinken (真剣), „echtes Schwert“, genannt.
Das Wort Katana ist die Kun-Lesung des Kanji 刀, die On-Lesung lautet tō, vom chinesisch dāo. Es bezeichnet eine bestimmte geschwungene Schwertform mit einfacher Schneide. Das Gegenstück sind die zweischneidigen Tsurugi (auch ken 剣, chin. jiàn genannt).
Die Klingenform ähnelt der eines Säbels, jedoch ist das Griffstück (Angel) – im Japanischen als Nakago bezeichnet – nicht gegen die Schneidenseite gebogen wie oft beim klassischen Säbel. Der größte Unterschied besteht aber in der Handhabung. Während das Katana meist zweihändig geführt wird, ist der durchschnittliche Säbel als Einhandwaffe konzipiert. Dieser Unterschied führt zu einer anderen Fechtweise.

## Entwicklungsgeschichte
Das Katana ging im 14. Jahrhundert aus dem Tachi 太刀 (langes Schwert) hervor und wurde ab Ende des 15. Jahrhunderts (frühe Muromachi-Zeit) traditionell von japanischen Samurai verwendet, vor allem in Kombination (Daishō 大小, groß-klein) mit dem kurzen Wakizashi 脇指 (shōtō 小刀, Kurzschwert). Es hat große Ähnlichkeit mit dem früher entstandenen, chinesischen Miao Dao und den Schwertern der nord-japanischen Ainu. Unverwechselbar macht eine echte japanische Klinge die durch spezielle Schmiede- bzw. Härtetechniken erzeugte Härtezone (Hamon 刃文) sowie (im Koshirae 拵え) der üblicherweise mit Rochenhaut oder auch Haifischhaut (falsches Rochenleder) (samegawa 鮫皮) überzogene und zumeist kunstvoll mit Seidenband umwickelte Griff (Tsuka 柄). Es wurden jedoch teilweise auch Griffwicklungen aus Leder verwendet. Geschnitzte Hartholz- oder Elfenbeingriffe gab es nur für Dekorations- oder Präsentationsschwerter. Eine Katana-Klinge besteht in der Regel aus mindestens zwei verschiedenen Stahlsorten, einer duktilen für den Kern und einer harten für die Schneide. Beide Komponenten wurden zunächst einzeln durch mehrfaches Falten und Verschweißen „raffiniert“, bevor sie zusammen zu einer Klinge ausgeschmiedet wurden.
Das Katana im engeren Sinne ist ein zum Rücken hin gebogenes anderthalbhändiges Schwert mit einer Klinge von über zwei Shaku 尺 Länge (das sind circa 60,6 cm) und einem Griff von unterschiedlicher Länge. Es wiegt ungefähr 900 bis 1400 Gramm. Eine Klinge mit weniger als zwei Shaku ist ein einhändiges Wakizashi (oder Shōtō = Kurzschwert) und eine mit weniger als ein Shaku ein Kampfmesser (Tantō, Aikuchi, Hamidashi). Die Scheiden aller drei Schwertarten werden Saya 鞘 genannt und bestehen aus lackiertem Holz. Nur die massenhaft gefertigten Militärschwerter des 20. Jahrhunderts wurden mit Blechscheiden ausgeliefert, die allerdings ein Holzfutter hatten.
In Japan wurden aber auch noch andere Schwerter verwendet, z. B. eine längere und schwere Ausführung der Katana, das Dōtanuki. Dieses ist bekannt aus der Fernsehserie Lone Wolf & Cub sowie dem Film Okami – Das Schwert der Rache. Auch wurde es von Katō Kiyomasa, einem General von Toyotomi Hideyoshi, bevorzugt.
Die Schwerter bzw. die Klingen werden verschiedenen Perioden zugeteilt→ Nihontō. Auch werden Katana nach den fünf klassischen Schwertschmiedetraditionen Gokaden unterschieden.

## Tragen der Waffe

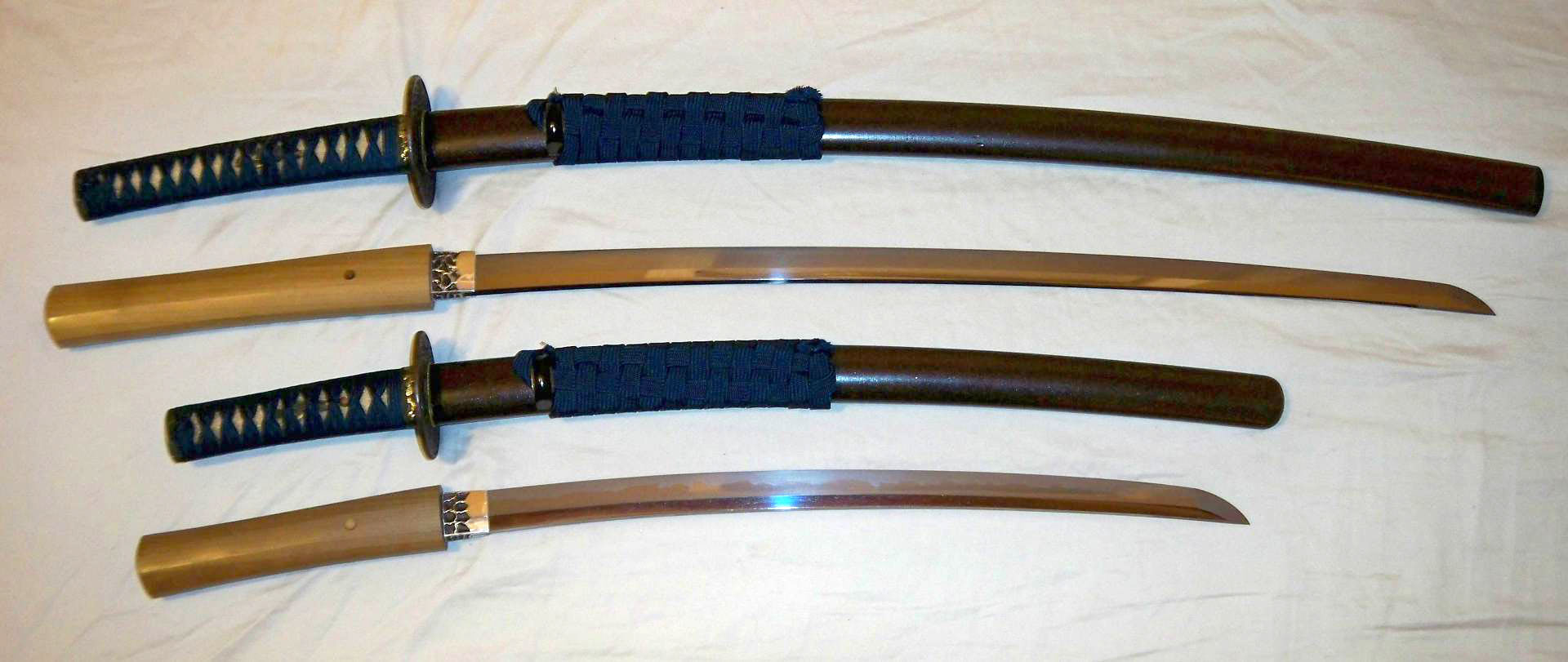
Katana/Tachi (oben) und Wakizashi (unten) im Größenvergleich

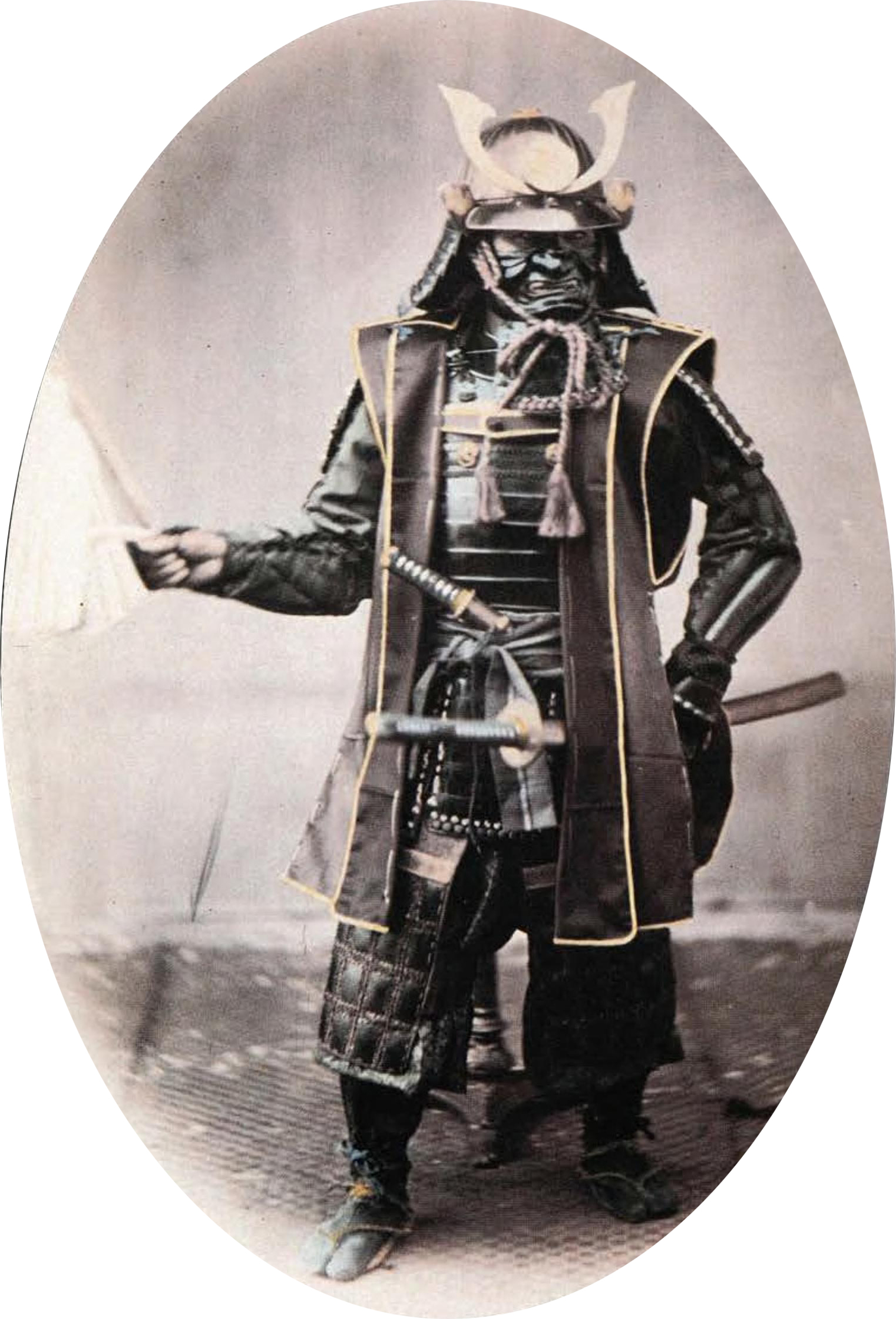
Samurai in voller Montur, bewaffnet mit Tachi (an der Hüfte hängend getragenes Langschwert) und Tantō (Kampfmesser, im Gürtel steckend)

Katana und Wakizashi wurden stets gemeinsam mit der Schneide nach oben durch den Obi (Gürtel) gesteckt getragen. Dies ist eine „zivile“ Trageart, die sich durchsetzte, als nach Ende der innerjapanischen Kriege im frühen 17. Jahrhundert das Tragen einer Rüstung nicht mehr zum Alltag des Samurai gehörte. Beim Betreten eines Hauses wurde das Katana aus dem Obi gelöst und, wenn Feindseligkeiten zu befürchten waren, einsatzbereit in der linken oder als Vertrauensbeweis in der rechten Hand mit dem Griff nach hinten getragen. Beim Sitzen lag das Katana in Reichweite auf dem Boden, während das Wakizashi oft an der Hüfte verweilte. Auf der Straße führte man die Schwerter in einer passenden Montur (Koshirae), zu der eine lackierte Schwertscheide (saya) zählte. Im eigenen Haus bewahrte man die Klinge, wenn sie nicht unmittelbar gebraucht wurde, in der Shirasaya auf, die durch eine besonders enge Passung und das unbehandelte Magnolienholz den Stahl vor Korrosion schützte. Heutzutage werden vielfach auch so genannte Shirasaya-Katana angeboten, deren komplette Montur aus unbehandeltem Holz besteht. Diese unauffällige Montur ohne Tsuba oder sonstiges Dekor fand gegen Ende des 19. Jahrhunderts nach dem kaiserlichen Verbot von Schwertwaffen häufig Verwendung, da die Shirasaya-Montur einem Bokutō, also einem Holzschwert, ähnelte. In späteren Zeiten (bis ins 20. Jahrhundert) gab es versteckte Klingen ähnlich den Stockdegen des Westens; dabei wurde oft eine (Kurz-)Schwertklinge in einer Montierung verborgen, die wie ein Wanderstock aus Bambus oder wie ein aus einem Ast geschnittener Stock aussah.
Zur Rüstung gehörte bis in die frühe Muromachi-Zeit (also das späte 14. Jahrhundert) das Tachi. Ab diesem Zeitpunkt wurden die mit der Schneide nach unten an einem Wehrgehänge getragenen Tachi zunehmend durch Katana ersetzt. Diese hatten zur Sicherung ein textiles (Seiden-)Band (Sageo), mit dem die Saya am Obi fixiert werden konnte. Zum Tachi trug man üblicherweise ein typisches Kampfmesser (Tantō), das Katana wurde durch das Wakizashi ergänzt.

## Herstellung
Zur Herstellung eines Katana sind viele Arbeitsschritte nötig. Die Herstellung eines solchen Schwerts dauert mehrere Tage bis Wochen.
Zuerst werden gebrochene Stücke des in einer Art Rennofen (Tatara) gewonnenen Tamahagane-Stahls zu einem Block zusammengelegt und mit Schlamm und Asche begossen. Dies sorgt dafür, dass sich Verunreinigungen damit verbinden und so aus dem Stahl gelöst werden.
Danach wird das Ganze auf Schweißtemperatur (weißwarm) erhitzt, um die Bruchstücke des Tamahagane durch Feuerschweißen zu verbinden.
Nach diesem Vorgang wird der Block Tamahagane bis zu 15-mal gefaltet, damit sich der Kohlenstoff gleichmäßig verteilt. Diese Homogenisierung sorgt später für eine gleichmäßige Härte und Zähigkeit der Klinge, falls die Wärmebehandlung gelang. Nach diesem Vorgang liegen bis zu 32.768 Lagen Stahl übereinander.
In den Tamahagane-Block, der die Außenlage der Klingenkonstruktion bilden soll, wird jetzt ein zäherer Stahlkern eingeschmiedet, weil die Klinge sonst bei Belastung brechen könnte (es gibt auch andere Techniken).
Jetzt wird der Block in tagelanger Handarbeit in die Länge geschmiedet und zur Klinge ausgeformt. Mit einem speziellen Schaber (SEN) wird die Form der Klinge verfeinert.
Beim nächsten Arbeitsschritt, dem Härten, wird das Schwert zunächst mit Hilfe eines feinen Bambus- oder Metallspatels mit einer Schicht aus Lehm versehen. Diese wird an der Schneide dünner als am Rest der Klinge aufgetragen und dies in einem Muster, das für den jeweiligen Schmied typisch ist. Nach dem Trocknen wird die Klinge im Holzkohlefeuer auf Härtetemperatur (etwa 800 °C) gebracht und schnell in warmem Wasser abgekühlt. Dadurch erstarrt das Gefüge des Stahls, und es bildet sich Martensit, eine besonders harte Stahlmodifikation. Die Schneide wird durch den Härtevorgang schneller abgekühlt und wird daher härter, während der Klingenkörper weicher und zäher bleibt. Diese differentielle Härtung zeigt sich in der Schneide als Hamon, eine Struktur mit verschiedenen feinen Ausprägungen von Martensit (NIOI und NIE). Es handelt sich dabei um einen mehr oder minder deutlich abgegrenzten Bereich der Schneide (der aber nur als Ergebnis der abschließenden traditionellen japanischen Politur der Klinge deutlich wird).
Danach wird die Klinge nochmals überfeilt und gegebenenfalls mit einer Signatur (Mei) versehen, die mit einem kleinen Meißel in die Angel (Nakago) eingeschlagen wird. Nach dieser Behandlung bekommt der Schleifer (togishi) das Schwert. In etwa 120 Stunden verleiht er der Oberfläche eines Katana die unvergleichliche Anmutung, aber auch die nötige Schärfe. Manche Klingen erhalten dann beim Graveur noch eine Dekoration (Horimono), die mit kleinen Meißeln eingearbeitet wird. Weitere spezialisierte Handwerker stellen in Maßarbeit den Griff (tsuka), die Scheide (saya) und die Metall-Beschläge (kodogu) her.

### Stahl
Traditionell bestehen japanische Schwertklingen aus Tamahagane. Sie werden auf nahezu einzigartige Weise in einem ausgefeilten Prozess gefertigt. Der Grund für diese Fertigungsmethode liegt in dem verwendeten Eisensand, der unter hohen Temperaturen von Unreinheiten befreit wurde, um reineres Eisen zu erzeugen. Der Stahl wurde in einer Tatara (einem rechteckigen Rennofen) aus einheimischem Eisensand gewonnen. Er war zunächst noch inhomogen und hatte einen ungleichmäßigen Kohlenstoffanteil von etwa 0,6–1,5 % (Tamahagane). Für die Klinge benötigt man aber Stahl mit gleichmäßigem Kohlenstoffanteil von etwa 0,6–0,7 %. Um alle Unreinheiten zu beseitigen und den Kohlenstoffanteil der Klinge zu steuern und gleichmäßig zu verteilen, wurde eine spezielle Falttechnik entwickelt, die sehr effektiv, aber auch arbeitsintensiv war. Eine Besonderheit der Eisensande ist ihre Schwefel- und Phosphorarmut. Diese Elemente sind im Stahl unerwünscht, da sie zu Seigerungen (erhebliche Störungen im Stahlgefüge) führen. Daher wird auch beim Schmieden eine schwefelarme Holzkohle verwendet.
Zunächst wird der Stahl aus kleineren Bruchstücken zu einem Barren geschmiedet, der dann wiederholt erhitzt, abwechselnd quer und längs gefaltet und wieder ausgeschmiedet wird.
Beim Schmieden tritt ein deutlicher Materialverlust durch Verzunderung des Stahls ein, gleichzeitig reduziert sich ebenfalls durch Oxidation der Kohlenstoffgehalt. Um den Verlust auszugleichen und den Kohlenstoffgehalt zu steuern, werden im Laufe des Schmiedens Stahlbarren unterschiedlicher Kohlenstoffgehalte miteinander verbunden. Durch weiteres Falten und Ausschmieden ergeben sich so die zahlreichen hauchdünnen „Lagen“ des Stahls, die sich durch spezielle Schleif- und Poliertechniken auf der Klingenoberfläche sichtbar machen lassen (Hada).
Dieses Schmiedeverfahren dient ausschließlich dem Reinigen und Homogenisieren des Stahls und dem Steuern des Kohlenstoffgehalts (Raffinierstahl). Die Ansicht, dass ein gutes Katana aus möglichst vielen Lagen geschmiedet sein müsse, beruht auf einem Missverständnis. Je nach der Qualität des Tamahagane und nach gewünschtem Kohlenstoffgehalt wird der Barren insgesamt etwa 10- bis 20-mal umgeschmiedet. Bei zehnmaliger einfacher Faltung ergeben sich bereits 1024 Lagen; wird der Stahl 20-mal umgeschmiedet, entstehen mehr als eine Million Lagen. Der Schmied setzte diesen Prozess nur so lange fort, bis er einen völlig gleichmäßigen Barren mit den gewünschten Eigenschaften erhielt. Unnötiges Weiterschmieden machte den Stahl nur weicher und hätte zu weiterem Verlust an Material durch Abbrand geführt.

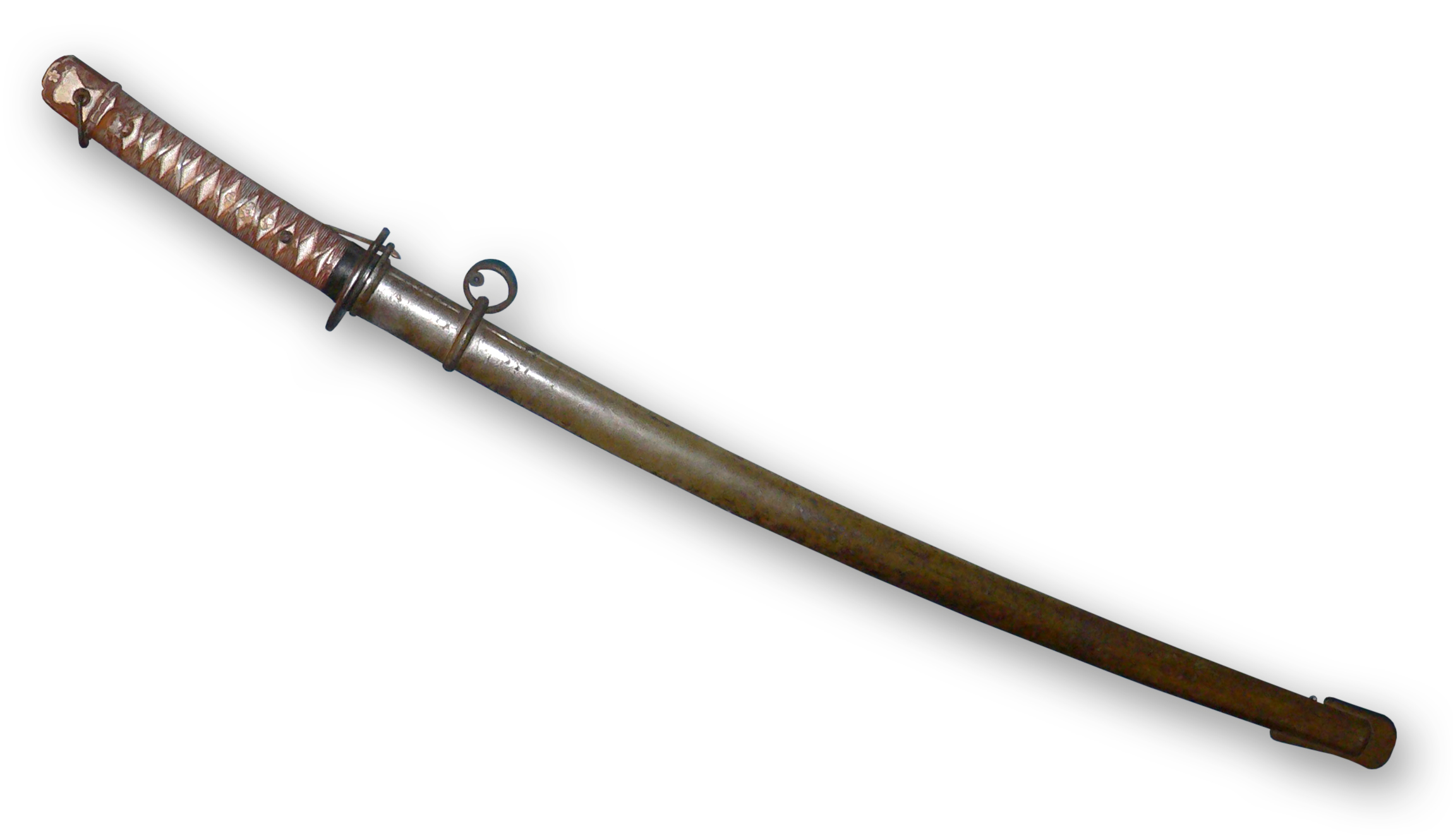
Ein Guntō aus dem Zweiten Weltkrieg

Bei maschinell gefertigten Katana aus dem Zweiten Weltkrieg (Guntō) bestand der Stahl typischerweise aus 95,22 % bis 98,12 % Eisen und wies einen Kohlenstoffanteil von über 1,0 % auf. Dadurch war der Stahl sehr hart. Zusätzlich beinhaltete er eine variable Menge an Silizium, die der Klinge eine höhere Flexibilität und Widerstandsfähigkeit verlieh. In geringen Mengen waren auch je nach Herkunft des Rohstoffs Kupfer, Mangan, Wolfram, Molybdän und (unbeabsichtigte) Spuren von Titan im Klingenmaterial vorhanden.
Nicht jeder Stahl eignet sich für Schwerter. Ein geschmiedetes Original besteht im Gegensatz zu billigen Kopien nicht aus rostfreiem 440-A-Stahl (1.4110)→Messerstahl. Hierbei handelt es sich um einen speziell entwickelten Messerstahl, der als Walzstahl mit einer Rockwellhärte von bis zu 56 HRC zur Herstellung von Schwertklingen nicht geeignet ist. Zudem verfügt ein Original nicht über einen Wellenschliff, eine Gravur oder eine Ätzung, die einen Hamon nachahmen soll. Eine echte Härtezone ist nur durch eine spezielle Behandlung des Stahls zu erreichen (siehe: Martensit). Die Härtung des Schneidenbereichs auf bis zu 62 HRC macht bei der gleichzeitig gegebenen Elastizität die besondere Qualität der japanischen Klingen aus. Die hohe Härte von 60–62 HRC sorgt auch für ein langes Halten der Schärfe (Schnitthaltigkeit). Der Grund für die überlegene Schneidleistung im Druckschnitt (Gegensatz ist der Zugschnitt mit Hin- und Zurückbewegen der Klinge wie bei Sägen), der auch beim Rasieren wichtig ist und streng linear im rechten Winkel zur Schneide verläuft, ist jedoch das feine Eisencarbid, das eine sehr dünne Schneidkante ohne Ausbrüche durch das schärfende Schleifen bewirkt. Dieses feine Eisencarbid findet man vorwiegend bei rostenden Stählen, rostfreie High-Tech-Stähle können die feine, mikroskopisch schartenfreie Schneidkante nicht erreichen, sie sind jedoch durch die mikroskopisch feinen Scharten und Ausbrüche, die wie eine Mikrosäge funktionieren, beim Zugschnitt hervorragend. Im frühen Mittelalter wurden schon bei den Wikingern die Klingenstähle auf kunstvolle Weise gefaltet; es gab sehr attraktive damaszierte Klingen, die es in dieser Form in Japan nie gab. Auch die Franken stellten guten Stahl her, und die daraus hergestellten Klingen konnten auf die Faltung des Stahls und die damit erzielte Homogenisierung verzichten. Die japanischen Stahlprodukte waren vom Herstellungsverfahren und den erzielten Eigenschaften sowie im Hinblick auf die Oberflächenbearbeitung nicht mit europäischen Klingen vergleichbar, weil sie einer völlig anderen Kriegstechnik dienten und weil sich die Rüstungen in Japan völlig anders als europäische entwickelten.

### Konstruktion

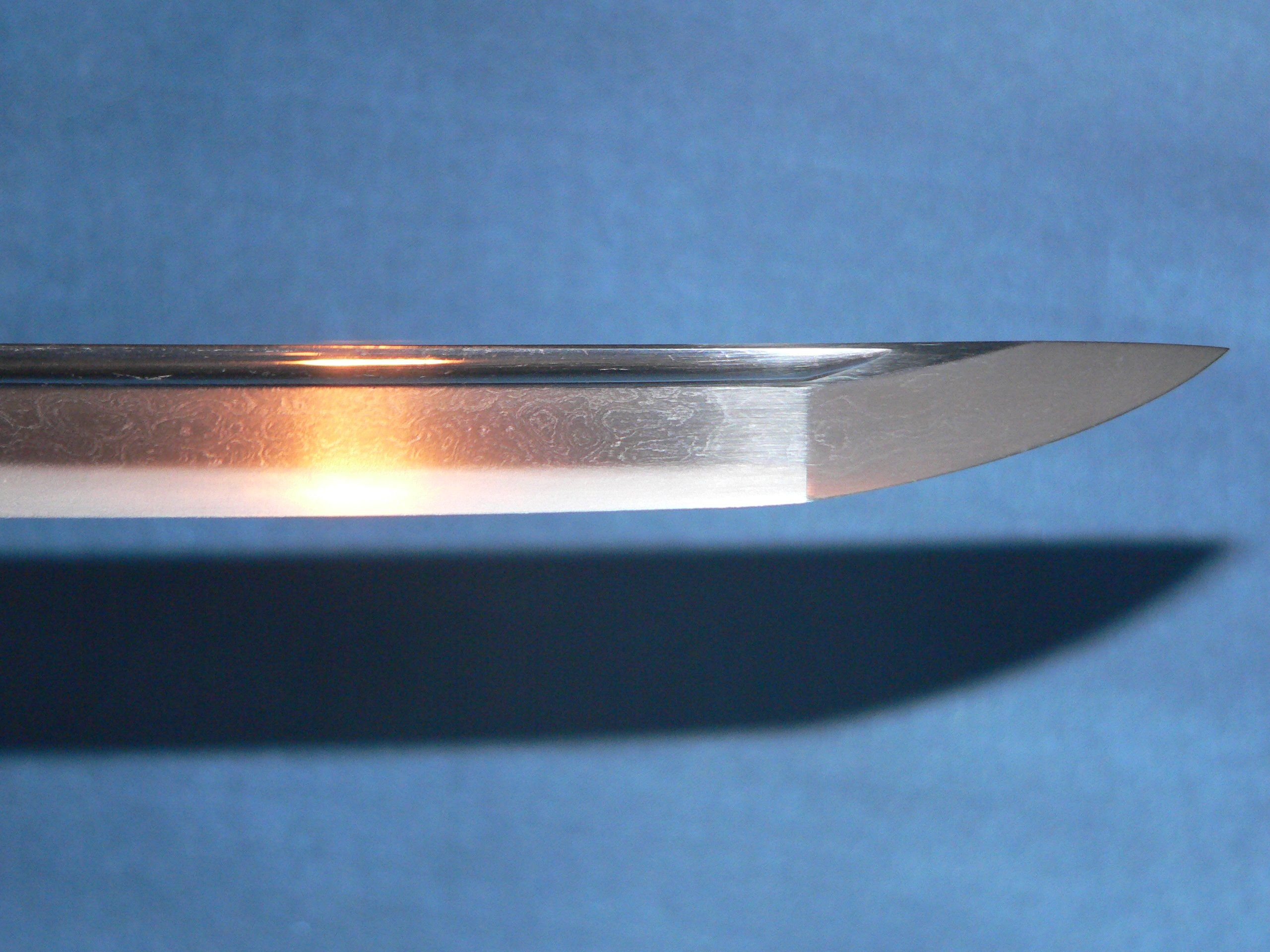
Die Spitze eines Katana

Der Schwertschmied steht von jeher vor der Aufgabe, eine Waffe zu schaffen, die sowohl scharf als auch widerstandsfähig ist – das Schwert darf nicht schnell stumpf werden, Rost ansetzen oder zerbrechen. Je nach Kohlenstoffgehalt des Stahls und Härteverfahren kann er eine Klinge produzieren, die reich an Martensit und damit sehr hart und schnitthaltig, aber auch spröde und zerbrechlich ist. Im Gegensatz dazu stumpft die Klinge bei der Verwendung eines duktileren Stahls schneller ab.
Dieser Zielkonflikt wird beim Katana durch eine Sandwichkonstruktion gelöst. Die vorherrschende Technik bettet einen Kern aus duktilem, etwas weicherem, kohlenstoffärmerem Stahl in einen Mantel aus härterem, kohlenstoffreichem Stahl ein: Der Schmied faltet einen langen, schmalen Barren aus „Hartstahl“ der Länge nach U-förmig und schweißt im Feuer einen passenden Barren „Weichstahl“ ein. Dieser kombinierte Barren wird so zur Rohklinge ausgeschmiedet, dass die geschlossene Seite des „U“ zur Schneide der Klinge wird. Der kombinierte Barren wird dabei nicht mehr gefaltet.
Andere Konstruktionen können zum Beispiel umgekehrt den harten Klingenstahl in ein „U“ aus Weichstahl einbetten, oder der Schmied kombiniert harten Klingenstahl und weichen Rückenstahl mit zwei Seitenlagen aus mittelhartem Stahl. Es gibt eine Vielzahl aufwendigerer Techniken, die aber nicht unbedingt bessere Klingen ergeben, sondern oft vielmehr von schwächeren Schmieden eingeführt wurden, um die Schwierigkeiten des diffizilen Härteprozesses zu umgehen.

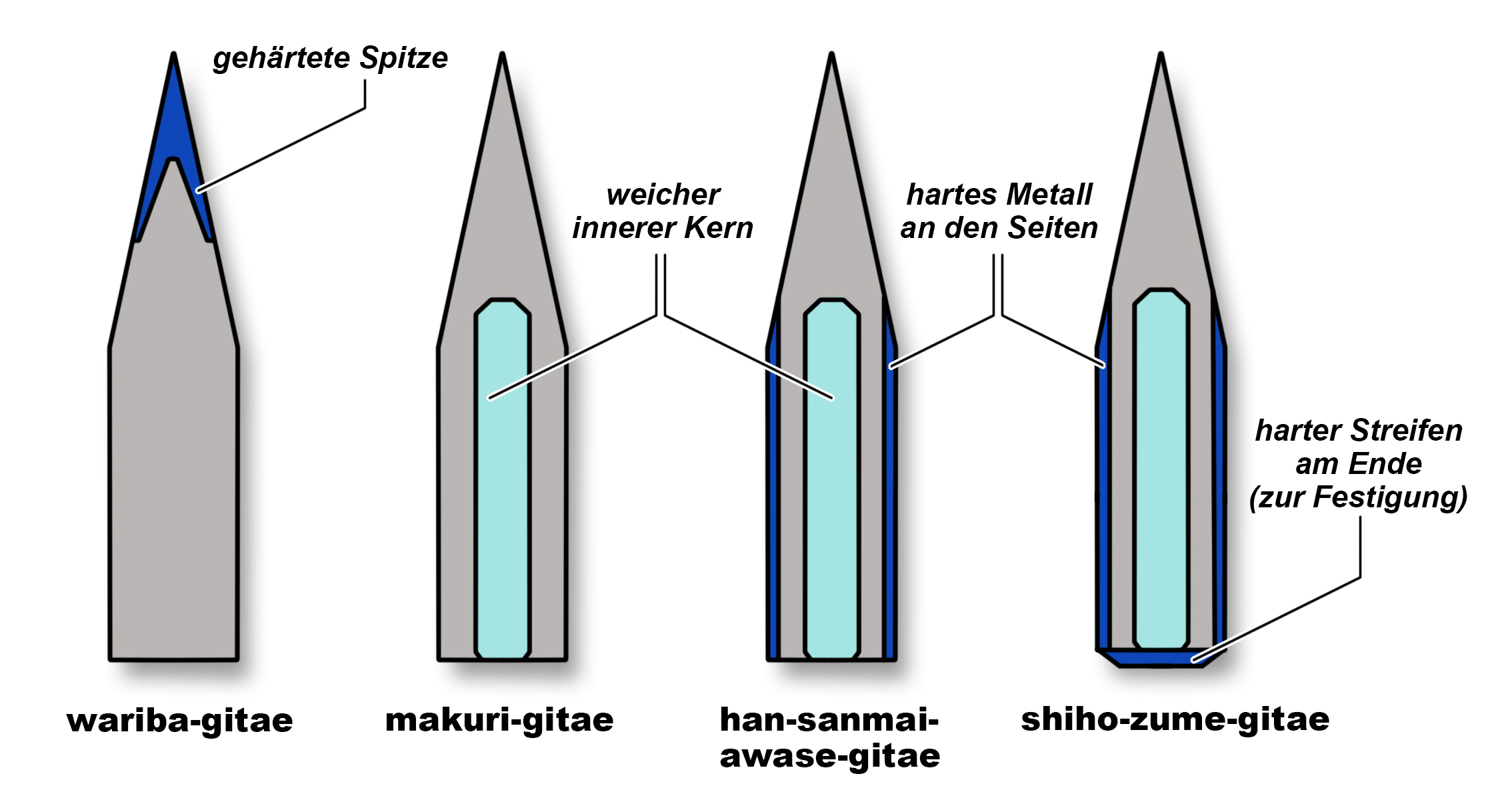
Sehr kurze Klingen wurden auch manchmal aus einem einzigen Stahl (Monomaterial) gefertigt.

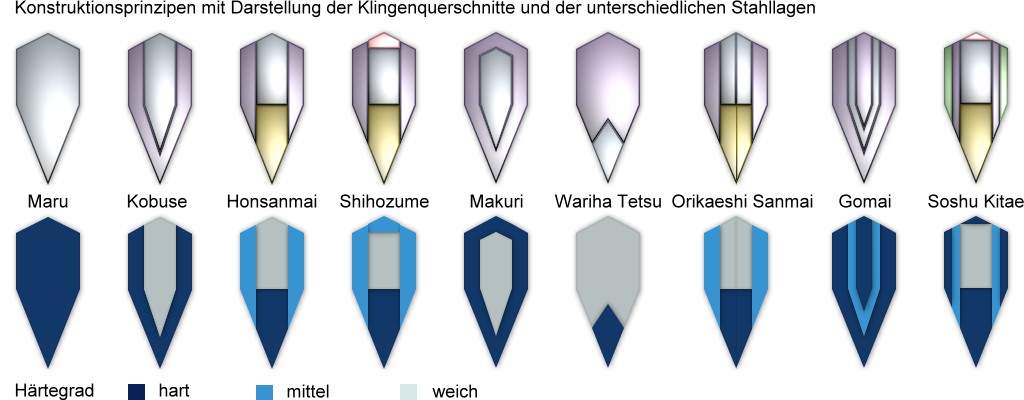
Größere Klingen machen eine aufwendigere Konstruktion notwendig: Klingenkonstruktionen und Härtegrade im Querschnitt

- Maru – die billigste aller Konstruktionen, die gelegentlich für Tantō oder Ko-Wakizashi verwendet wird; diese einfachen Klingen wurden nicht differentiell gehärtet. Die Klinge besteht aus einer einzigen Stahlart.
- Kobuse – eine einfachere Klingenkonstruktion, die auf Grund der preiswerteren Fertigung häufig in größeren militärischen Konflikten mit großem Materialbedarf bis hin zum Zweiten Weltkrieg verwendet wurde.
- Honsanmai – die gebräuchlichste Konstruktion für Klingen. Bei ihr werden die Seitenflächen der Klinge durch den „Hartstahl“ geschützt, was die Klinge robust macht und den Vorteil hat, dass der Klingenrücken (mit dem auch pariert werden konnte) nicht gehärtet ist. Dadurch konnte ein Bruch der Klinge vermieden werden. Manche alten Klingen zeigen noch heute diese Spuren eines Kampfes.
- Shihozume – eine Konstruktion, die der Honsanmai ähnelt, nur dass hier der Klingenrücken durch einen harten Eisenstrang geschützt wird.
- Makuri – eine einfachere Konstruktion, bei der ein Weicheisenkern komplett von einem harten Stahlkörper umgeben wird.
- Wariha Tetsu – einfache Konstruktion, die aber sehr flexibel ist.
- Orikaeshi Sanmai – eine leicht modifizierte Form der Honsanmai-Konstruktion.
- Gomai – eine etwas ungewöhnliche Variante mit einem Harteisenkern, dem sich eine Weicheisenschicht anschließt. Zum Schluss wird die Konstruktion von einer Hartstahlschicht umgeben.
- Soshu Kitae – eine der aufwendigsten Konstruktionen mit sieben Stahllagen. Diese Konstruktion wurde vom Schmied Masamune verwendet und gilt als meisterhafte Arbeit.

### Härten
Ähnlich wie westliche Schwertschmiede des Mittelalters, die differentielle Härtung verwendeten, härten japanische Schmiede die Klinge nicht gleichmäßig, sondern differenziert. Die Klinge wird häufig nahezu gerade geschmiedet und erhält durch das Härten die typische Krümmung, wobei die Klingenschneide etwa eine Härte von 60 Rockwell, der Klingenrücken aber nur eine Härte von etwa 40 Rockwell aufweist. Die Härtung beruht dabei auf der Änderung der Gitterstruktur des Stahls, Austenit wird durch die Abschreckung, die durch das Temperaturgefälle des Härtebads (traditionell im Wasserbad) entsteht, in Martensit umgewandelt, das ein höheres Volumen besitzt. So dehnt sich die Klinge an der Schneide aus und krümmt sich. Die gekrümmte Klinge hat den Vorteil, dass sie besser schneidet und den Hieb effektiver macht, weshalb sie sich im Laufe der Zeit durchgesetzt hat.

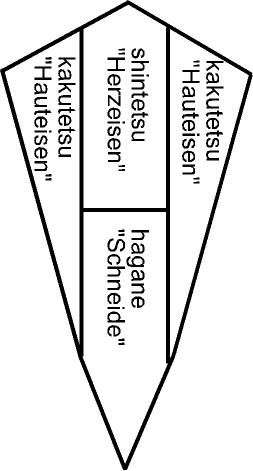
Querschnitt durch die Klinge eines Katana.

Vor dem Härten wird die Klinge mit einer Mischung von Tonschlamm, Holzkohlenpulver und anderen Zutaten überzogen. Diese Schicht ist an der Schneide viel dünner als an der restlichen Klinge. Für das Härten erhitzt der Schmied die Schneide auch stärker als den Schwertrücken, wobei wesentlich ist, dass trotz dieses Hitzegefälles (zum Beispiel 750–850 °C) im Querschnitt die Schneide und der Rücken der Klinge der Länge nach gleichmäßig erhitzt werden. Beim Abschrecken in warmem Wasser kühlt die heißere Schneide (Ha) schneller ab und bildet einen höheren Anteil von hartem Martensit als die restliche Klinge. Die Abgrenzung dieser schmalen Zone ist nach dem Härten und Polieren der Klinge gut erkennbar (Hamon). Es ist keine definierte Linie, sondern eine mehr oder minder breite Zone.
Einige Schmiede gestalten die Härtezone der Schneide lebhafter, indem sie den Tonüberzug vor dem Trocknen wellig, unregelmäßig oder mit schmalen Querlinien gestalten. Die dadurch erzeugten Formen des Hamon können ein Hinweis auf die Schmiedeschule sein, sind in aller Regel aber kein Kennzeichen einer bestimmten Qualität. Es gibt sehr hochwertige Klingen mit millimeterschmalem, geradem Hamon, und es gibt Formen mit sehr großen Wellen, die als wenig dezent angesehen werden (und umgekehrt). Ein Hamon mit vielen, sehr engen „Wellen“ kann schmale elastischere Zonen (Ashi, „Füße“) in der Schneide produzieren, die verhindern können, dass ein Riss in der Schneide weiterläuft. Eine Klinge mit einem Querriss ist allerdings generell unbrauchbar für den Einsatz.
Durch Variieren der Dauer und der Temperatur beim Erhitzen vor dem Abschrecken kann der Schmied weitere Effekte auf der Oberfläche des Schwerts erzielen (zum Beispiel Nie und Nioi – nebelwolkenähnliche Martensitformationen mit unterschiedlichen Partikelgrößen, die auch agglomerieren und dadurch unterschiedliche Strukturen zeigen können).
Dem Härtevorgang (Austenitisieren und Abschrecken) kann ein Anlassen folgen, bei dem die gehärtete Klinge in der Glut oder auf einem zuvor auf Rotglut erhitzten Kupferblock bis etwa 200 °C erwärmt wird, wodurch das Härtungsgefüge (der Martensit) sich entspannt. So erhält die Klinge eine einzigartige Kombination von Härte und Zähigkeit.
Das Vergüten (Härten und Anlassen) ist ein diffiziler Schritt in der Herstellung des Katana, der auch einem erfahrenen Schmied misslingen kann. In diesem Fall kann die Klinge erneut gehärtet und angelassen werden. Dies kann nur wenige Male wiederholt werden und sind auch diese Rettungsversuche misslungen, so wird die Klinge verworfen.
Die Verbindung von harter Schneide mit elastischem Klingenkern verleiht der Klinge des Katana eine enorme Zähigkeit bei nachhaltig großer Schärfe.

### Polieren
Nachdem der Schmied seine Arbeit beendet hat, wozu auch eine erste Oberflächenbearbeitung mit dem Sen, einer Art Metallziehklinge, gehört, übergibt er das Schwert einem Polierer, Togishi genannt. Dessen Aufgabe ist es, in einem etwa 120 Stunden dauernden Prozess die Klinge zuerst mit groben, später immer feineren Steinen zu schleifen und zu polieren. Der Togishi schärft dabei nicht nur die Klinge, sondern lässt die oberflächlichen Stahlstrukturen mit unterschiedlichen Techniken zur Geltung kommen, also den Hamon und das Hada, die „Haut“, die einen Einblick in die Schmiedetechnik gibt. Auch kleine Fehler können manchmal dabei kaschiert werden.
Mehr als der waffentechnische Aspekt der japanischen Klingen werden heute die hohe Qualität des Stahls und die ästhetischen Eigenschaften geschätzt und bewundert, die allerdings nur durch eine handwerklich gute Politur zu Tage treten. Dazu gehört, dass die Form und Geometrie der Klinge, wie sie der Schmied anlegte, genau erhalten bleiben. Deshalb umfasst das Handwerk des Polierers eine sehr genaue Kenntnis der Schmiedestile der einzelnen Schmiede und Schmiedeschulen vergangener Jahrhunderte.
Unkundige Hände können eine Klinge durch falsches Schleifen/Polieren unrettbar verderben.

### Form
Die unterschiedlich ausgeprägte Krümmung (sori) des Katana ist beabsichtigt; sie entstand in einem über tausend Jahre langen Entwicklungsprozess (natürlich auch parallel zu den Rüstungen der Samurai) und variierte ständig, bis sie schlussendlich eine perfekte Verlängerung des leicht gebeugten Arms darstellte. Sie resultiert auch teilweise aus der angewandten Wärmebehandlung: Beim differenzierten Härten dehnt sich der Schneideteil des Schwerts stärker aus als der Rücken.
Innerhalb des Grundmusters des Katana sind viele Abwandlungen möglich, die teils von den Vorlieben des Schmieds und seiner Kunden, teils auch von der Tradition der jeweiligen Schwertschule abhängt. Die Geometrie der Klinge (Tsukurikomi) war auch vom Einsatzzweck bestimmt: Für den Kampf gegen gepanzerte Gegner war sie im Querschnitt keilförmiger und damit unempfindlicher, zum Gebrauch gegen ungepanzerte Gegner dünner und damit eher zum schneidenden Hieb geeignet.
Der Schmied kann das Ausmaß und das Zentrum der Krümmung schon beim Ausschmieden der Rohklinge vorgeben und auch nach dem Härten noch nacharbeiten. Ebenso kann die Klinge eine gleichmäßige oder sich verjüngende Breite erhalten, eine lange oder kurze Spitze (Kissaki). Der Schmied kann dem Klingenheft (Nakago) eine bestimmte Form geben, den Klingenrücken rund oder eckig gestalten, die Form der Härtelinie (Hamon) bestimmen sowie die Struktur und Optik des Stahls beeinflussen. In die ungehärteten Bereiche der Klinge können auch Rillen und Gravuren eingeschnitten werden.
All diese Faktoren werden von Kennern und Sammlern auch nach ästhetischen Kriterien bewertet.

## Fehler in der Schwertklinge (kizu)

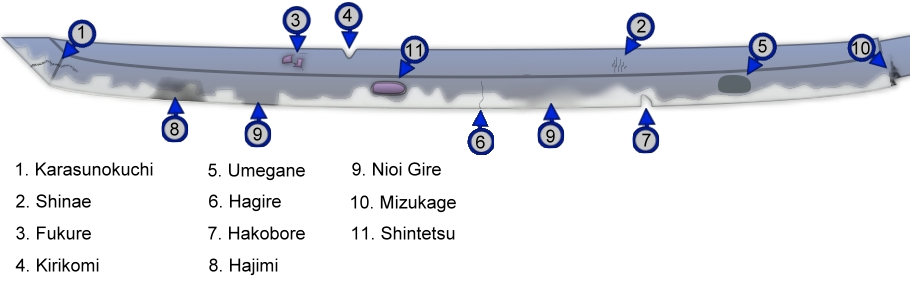
Fehler in der Schwertklinge

Es gibt viele Fehler, die beim Schmieden oder durch falsche Behandlung entstehen können. Man unterscheidet zwischen fatalen Fehlern, die die Klinge unbrauchbar machen, und nicht-fatalen Fehlern, die korrigierbar sind oder nur das Erscheinungsbild des Schwerts stören.
Die Fehler sind im Einzelnen:
1. Karasunokuchi (烏の口 bzw. からすのくち, „Krähenschnabel“): Ein Riss in der Klingenspitze. Wenn der Riss mehr oder weniger parallel zur Schneide verläuft, trennt er somit den gehärteten vom ungehärteten Bereich. Ist dadurch die Form der Klinge stark beschädigt, so ist die Klinge verloren.
2. Shinae (撓え): Minimale Biegestellen, die eine Materialermüdung durch Biegung anzeigen. Diese Stellen laufen meistens rechtwinklig zur Schneide im ungehärteten Stahl. Sie sind eher harmlos.
3. Fukure (膨れ): Einschlüsse vom Falten des Stahls, meist Schweißfehler durch Zunder oder Kohle. Die Einschlüsse können bei der Politur freigelegt werden und sind optisch äußerst hässlich. Sie mindern die Schönheit und natürlich auch die Qualität der Klinge.
4. Kirikomi (切り込み): Scharte im Klingenrücken, die bei einer Parade mit dem Schwert entsteht. Diese Fehler sind nicht fatal für die Klinge. Im Rahmen einer kompetenten Politur werden sie nach Möglichkeit entfernt. Bei alten, bereits dünn gewordenen Klingen belässt man sie als Zeugnis eines Kampfeinsatzes.
5. Umegane (埋め金): Eine Korrekturstelle von einem Schmied, um einen Fehler auszugleichen oder zu überdecken. Umegane sind auch Stahleinlagen, um den durch häufige Polituren hervortretenden Kernstahl zu kaschieren.
6. Hagire (はぎれ): Durch eine keilförmige Scharte in der Härtelinie (Hamon) oder aber eine starke Biegung der Schneide kann ein Haar-Riss entstehen, der „Hagire“ genannt wird. Die Scharte ist gewöhnlich gut zu erkennen und für die Klinge nicht allzu gefährlich. Der Riss hingegen ist sehr schwer zu erkennen und zudem fatal für die Klinge.
7. Hakobore (刃毀れ): Eine grobe, zylindrische Scharte, die sich nicht durch den gehärteten Stahl hindurch zieht, sehr wohl aber einen Riss verursachen kann.
8. Hajimi (はじみ): Durch Nachschärfen entstandene Mattierung der Klinge. Die Klinge verliert ihren Glanz. Dies ist eine häufige Alterserscheinung, ansonsten aber harmlos.
9. Nioi Gire (匂切れ): Entweder eine Härtelinie, die an ihrer Grenze zu dem ungehärteten Stahl nicht klar konturiert ist, der Stahl ist aber vollständig ausgehärtet. Ein guter Schleifer kann diesen Fehler kaschieren. Oder aber ein fataler Härtefehler: die Härtelinie ist an einer Stelle durchgehend nicht vorhanden, der Stahl ist daher an dieser Stelle auch nicht ausgehärtet und die Schneide hat keine ausreichende Härte.
10. Mizukage (水影): Eine Verschattung durch erneutes Abschrecken bzw. Härten einer Klinge, meistens an der Schneidekante am Klingenanfang.
11. Shintetsu (しんてつ): (übersetzt: „Herz-Eisen“). Durchpolierte Klinge; der manchmal nur wenige Zehntelmillimeter dicke Stahlmantel des Katana ist an einer Stelle durchpoliert, die darunter liegende Sandwichkonstruktion ist dann sichtbar. Meistens ist das Schwert dann „ermüdet“ (siehe Tsukare).
12. Tsukare (疲れ) (ohne Abbildung): Eine durch häufiges Nachschärfen entstandene dünne Klinge(nschneide). Da eine häufig benutzte Klinge oft nachgeschliffen werden musste, wurde Material abgetragen. Eine Klinge kann aber nicht nur an der Schneide geschliffen werden; damit die Gesamtform und die Proportionen erhalten bleiben, muss immer die Klinge komplett geschliffen werden. Die Übersetzung für Tsukare bedeutet: „(Material-)Ermüdung“

## Montierung (koshirae)
Nach dem Schleifen wird für die fertige Klinge aus Magnolienholzbrettern eine Scheide (Saya) sowie ein Griff (Tsuka) gefertigt. Die Scheide kann einen achteckigen (mit eckigen oder gerundeten Kanten), ovalen oder elliptischen Querschnitt haben. Der Griff wird an der Schwertangel (Nakago) (Angel, versehen mit einem Mekugi-ana) mit einem durchgesteckten, konischen Stift aus Bambus (Mekugi) befestigt. Die Öffnung der Scheide (Koiguchi, „Karpfenmaul“) wird mit einem Abschluss aus Horn oder Knochen belegt. Die Scheide und der Schwertgriff können aber auch in ihrem Rohzustand belassen werden (Shirasaya, „weiße Scheide“), wenn sie nur zur Aufbewahrung der Klinge benutzt werden.
Für eine volle Montage (Koshirae) wird die Scheide staubfrei lackiert; sie kann vorher mit Rochenhaut (Same) belegt oder mit Einlegearbeiten dekoriert werden. Ihre Außenseite wird mit einem gelochten runden Knopf (Kurigata, „Kastanienform“) versehen, an dem das Schwertband (Sageo) aus Seide, Baumwolle oder Leder befestigt wird. Militärische Waffen können zudem über eine spezielle Arretierung verfügen, die das unbeabsichtigte Herausgleiten des Schwertes aus der Scheide verhindern soll.
Die vollständige Montage eines Katana umfasst außerdem folgende Metallteile:
- das Habaki, eine Zwinge am Klingenansatz vor dem Stichblatt, mit der der straffe Sitz des Katana in der Scheide gesichert und das Tsuba gehalten wird
- das Tsuba (Stichblatt)
- zwei Seppa (Unterlegscheiben unter und über dem Tsuba)
- das Fuchi (Zwinge zwischen Tsuba und Griff)
- das Samegawa (Griffbelag aus Rochenhaut (Same) oder anderer Fischhaut)
- das Tsuka-ito (Griffumwicklung, aus Seidenband oder seltener auch Leder, bei Deko-Schwertern auch Baumwolle. Heute vielfach auch Kunstseide)
- zwei Menuki (reliefartig gestaltete Einlagen unter der Umwicklung)
- das Kashira oder Tsuka-Gashira (Kappe am Ende des Griffs)

Die Verzierungen von Fuchi, Menuki und Kashira werden in der Regel mit gleichen Motiven oder nach gemeinsamer Thematik gestaltet.
Für eine Daisho-Kombination werden die Verzierungen des Wakizashi (Kurzschwert) auf die des Katana abgestimmt.
Zum klassischen Wakizashi gehörten außerdem noch das Beimesser (Kogatana oder Kozuka (der Griff des Kogatana)) und die Schwertnadel (Kōgai) – alternativ ein Paar metallene Essstäbchen –, die auf beiden Seiten neben der Klinge in der Saya getragen und durch passende Öffnungen im Tsuba gesteckt wurden. Die Schwertnadel diente etwa wie eine bei uns gebräuchliche Ahle dazu, die mit Seidenband verbundenen beweglichen Rüstungsteile zu reparieren oder die Wicklung des Schwertgriffs zu richten.

## Schwertfechtkunst
Ein Katana wurde hauptsächlich als Hieb-, aber auch als Stichwaffe eingesetzt, die beidhändig wie auch einhändig verwendet werden kann. Die ältesten japanischen Schwertkampfsysteme führen ihren Ursprung auf das 12. bis 13. Jahrhundert zurück.
Zentrales Element der japanischen Schwertkampfkunst (Kenjutsu) und der darauf basierenden Künste (wie Iaidō) ist, dass die Klingenachse nie senkrecht gegen das Ziel geschlagen wird, sondern immer in einer ziehend-schneidenden Bewegung geführt wird. Somit sind die Hiebe eher als Schnitte zu sehen. Dem trägt auch die gebogene Form der Klinge Rechnung.
Der japanische Schwertmeister Miyamoto Musashi schrieb das Buch Gorin no Sho (Das Buch der fünf Ringe), in dem er seine Zwei-Schwert-Form (Niten-Ryu) erklärt und esoterisch begründet. Das Kenjutsu, die Kunst des Schwertkampfes in der Praxis, hat sich zum heutigen gendai budo gewandelt. Die Kunst des Schwertziehens nennt sich Iaidō und ist eine eher meditative Form des Kampfes, bei dem gegen einen imaginären Feind gekämpft wird. Kendō ist die Kunst des Fechtens mit einem Bambusschwert (Shinai), wobei – ähnlich wie beim europäischen Fechten – ein Kopfschutz mit schützendem Gitter für das Gesicht und eine Rüstung getragen werden. Diese Art des Schwertkampfes schlägt, abhängig vom jeweiligen Stil (Ryu), zuweilen eine wettkampf-orientierte Richtung ein.
Noch heute existieren in Japan zahlreiche traditionelle (Koryū)-Schwertschulen, die das allgemeine Schwertverbot des Kaisers Meiji überlebt haben. Zu den bekanntesten zählen Kashima Shinto Ryu, Kashima Shin Ryu, Hokushin Ittō-ryū und Katori Shinto Ryu.

## Mythen und Missverständnisse

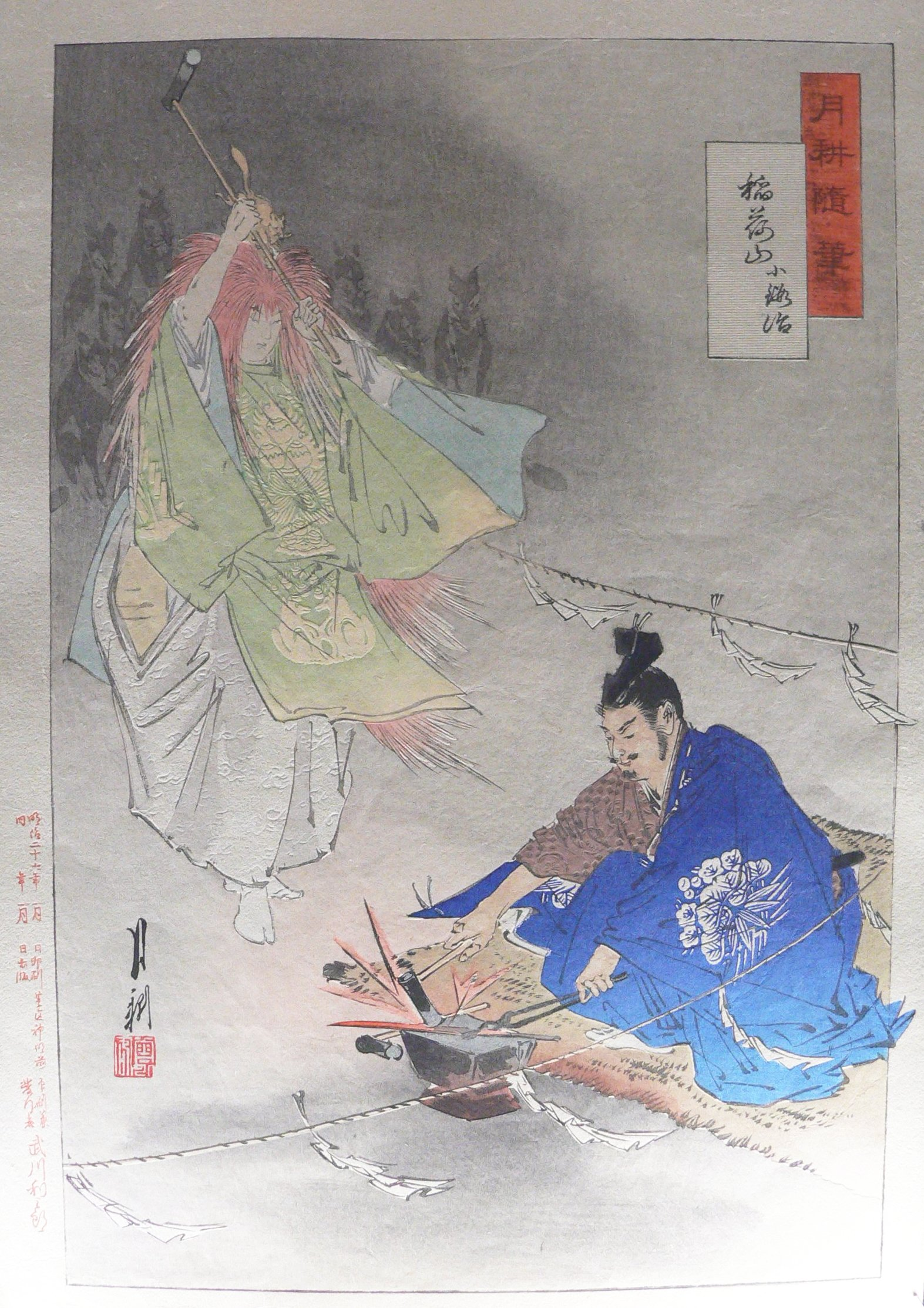
Eine Szene aus dem 10. Jahrhundert: Meister Munechika schmiedet das Schwert ko-kitsune-maru („kleiner Fuchs“) und wird dabei von einem Fuchsgeist unterstützt. Holzschnitt von Ogata Gekkō, 1873

Japanische Schmiede genossen seit jeher eine große Wertschätzung, und der japanische Kaiser Go-Toba (1180–1239) hatte sogar selbst die Schwertschmiedekunst erlernt und teilte die Schmiede des Reiches in Rangklassen ein, von denen die erste besondere Privilegien hatte. Ebenso wird von berühmten Schwertschmieden wie Masamune, Muramasa und anderen berichtet, deren Schwerter eine spirituelle Kraft besaßen, die sie anderen Schwertern überlegen machte. In späteren Zeiten – insbesondere im Tokugawa-Shogunat der Edo-Periode – wurde das Katana zur „Seele des Samurais“ verklärt. Allerdings waren zu dieser Zeit die großen kriegerischen Auseinandersetzungen in Japan bereits beendet und die Samurai mussten ihre Sonderstellung im neu entstandenen rigiden Ständestaat durch Abgrenzung von den niederen Ständen rechtfertigen.
Eines der häufigsten Missverständnisse besagt, dass der Stahl einer Klinge unglaublich oft gefaltet werde, wodurch sie angeblich überlegene Kräfte und Qualität gewinnen soll. Hierbei wird aber oft die Anzahl der Faltvorgänge mit der Anzahl der Lagen verwechselt. Die Anzahl der Lagen entspricht zwei hoch der Anzahl der Faltvorgänge, ein sechs Mal gefalteter Barren hat also bereits 26 = 64 Lagen und somit besteht schon ein 20-fach gefalteter Barren aus mehr als 1 Million Lagen. Ebenso ist im Westen die irrige Vorstellung verbreitet, dass für das japanische Schwert die Kombination von Stahl und Eisen gemeinsam gefaltet und zur Klinge ausgeschmiedet werde. Dieser Faltprozess (Gärben) betrifft aber die Vorstufe, nämlich das Herstellen der Barren von Schneidenstahl und Kernstahl, die dann zur Rohklinge verschweißt werden. Dieses Missverständnis beruht möglicherweise auf einer falschen Analogie zum Damaszener Stahl, der jedoch mit einer völlig anderen Schmiedetechnik gefertigt wird.
Das mehrfache Falten und Bearbeiten dient vor allem dazu, den vom Herstellungsprozess des Stahls bedingten unterschiedlichen Kohlenstoffgehalt über die komplette Klingenlänge gleichmäßig zu verteilen. Nur so kann man sichergehen, dass die fertig geschmiedete Klinge im Härteprozess und natürlich später im Kampfeinsatz nicht springt und zu Bruch geht. Die sich daraus ergebende oberflächliche Stahlstruktur – Hada genannt –, die gelegentlich der Maserung von Holz ähnelt (Mokume- und Itame-Hada), ist also eher ein Nebenprodukt. Mit der Zeit wurden aber die verschiedenen Arten des Hada nach den Schemata der Muster klassifiziert (zum Beispiel Ayasugi-Hada, Masame-Hada) und bilden ein wichtiges Merkmal bei der Beurteilung eines Schwerts.

### In den Medien
Durch das Aufleben der Romantik in der zweiten Hälfte des 20. Jahrhunderts wurde die Verklärung des europäischen Mittelalters, des Nahen und Fernen Ostens wieder populär. Vor allem die japanische Kultur übt auf die Rezipienten des westlichen Kulturkreises eine anhaltende Faszination aus, die vor allem durch japanische Filme, Anime und Manga gespeist wird. Siehe dazu auch Anime und Manga in Deutschland. Die Darstellung der Samurai und ihrer Schwertkämpfe sowie Duelle der Manga- und Anime-Protagonisten trugen wesentlich zur Entstehung vieler Missverständnisse bei, die bis heute meist kritiklos angenommen werden. In den letzten zehn Jahren ist eine mediale Tendenz zur Verklärung der japanischen Schmiedekunst erkennbar, die auch bei populärwissenschaftlichen Formaten – angeboten von National Geographic, History Channel und Discovery Channel – ihren Niederschlag findet.
Häufig wird, auch von Fachleuten in populärwissenschaftlichen Veröffentlichungen, die Meinung vertreten, dass das japanische Schwert den Höhepunkt der Schwertschmiedekunst der gesamten Menschheitsgeschichte darstelle. Diese Behauptung hält aber der archäologischen, metallografischen und historischen Quellenlage nicht stand. Die oben erwähnte Laminatstruktur der japanischen Klingen ist nichts Ungewöhnliches oder Einzigartiges, denn bereits die keltischen Schwerter des 5. Jahrhunderts v. Chr. (knapp tausend Jahre vor der selbstständigen Eisenverhüttung in Japan) weisen ein zielgerichtetes Verschweißen verschiedener Stahlsorten auf. Dasselbe gilt auch für den Damaszener Stahl. Untersuchungen an römischen und germanischen Schwertern (Spathae und Gladii) zeigen ebenfalls oft komplexe Damaststrukturen. Besonders die wurmbunten europäischen Klingen des Frühmittelalters sind in ihrer Komplexität kaum zu überbieten. Das belegt vor allem die Forschung von Stefan Mäder, der im Rahmen eines Projekts frühmittelalterliche Klingen in Japan von Fachleuten polieren ließ. Die Ergebnisse belegen eindeutig, dass selbst die Saxe aus feinst gegärbtem Stahl mit gleichmäßiger Kohlenstoffverteilung bestanden, aus verschiedenen Stahlsorten zusammengesetzt, verschweißt (duktiler Kernstahl und kohlenstoffreicher Schneidenstahl) und selektiv gehärtet wurden. Selektive Härtungen wurden ebenfalls an spätrömischen Spathae aus dem Nydam-Schiff festgestellt. Demnach sind weder Laminatklingen noch Raffiniertechniken oder die selektive Härtung etwas exklusiv Japanisches oder „Außergewöhnliches“. Nahöstliche und zentralasiatische Schmiede besaßen ihrerzeit ein ebenfalls umfangreiches Know-how wie ihre japanischen und europäischen Kollegen und verwendeten mindestens dieselben Verfahren zur Herstellung hochqualitativer Schwertklingen. Schwerter in gleicher Qualität wie die japanischen wurden in Europa seit den Zeiten des Römischen Imperiums hergestellt, parallel zu Indien und Persien, wo die Tiegelstahl-Produktion bereits in der Antike einen Höhepunkt erreichte. Historisch lassen sich weder eine Überlegenheit des japanischen Schwerts allen anderen gegenüber noch irgendwelche speziellen Eigenschaften des Klingenmaterials belegen.
Letztlich finden sich bis in die Mitte des 20. Jahrhunderts keine wissenschaftlichen Veröffentlichungen, in der von grundsätzlich minderwertigem Ausgangsmaterial und schlechter Verarbeitung historischer europäischer Klingen die Rede ist. Historisch überlieferte Berichte die Schmiedekunst der Kelten (Diodori Siculi Bibliotheca historica) und Franken betreffend lassen keine Unterlegenheit der europäischen Stahlerzeugnisse anderen Kulturkreisen gegenüber erkennen. Bereits im 19. Jahrhundert erkannte man, dass die Schmiedeverfahren der europäischen Antike (Kelten, Römer) prinzipiell dieselben waren wie die heute noch in Japan praktizierten. Auch konnte man materialwissenschaftlich nachweisen, dass moderner homogener Industriestahl rein technisch jeglichem Schweißverbund qualitativ überlegen ist. Ab den 1920er-Jahren sind wissenschaftliche metallografische Studien über alte Klingen verfügbar.
Es kann also festgestellt werden, dass alle historischen und modernen wissenschaftlichen Quellen die gute Stahlqualität und das ausgeprägte schmiedetechnische Können der europäischen Schmiede seit der Antike bezeugen. Die angeblich schlechte Stahlqualität und unzureichende Schmiedekunst der europäischen Schmiede ist im Grunde ein Produkt der populären Massenkultur der zweiten Hälfte des 20. Jahrhunderts, als die japanische Schmiedekunst durch die Medien dem breiten Publikum zugänglich wurde. Der Kontrast zwischen überlieferter japanischer Schmiedetechnik und der romantischen Vorstellung von Europäern der Antike und des Mittelalters als „ungebildeten Barbaren“ wurde von der Filmindustrie erfolgreich in Szene gesetzt und vom breiten Publikum als „historisch“ empfunden. Auch die angebliche Überlegenheit der Damaste oder Tiegelstähle gegenüber homogenem Gärbstahl lässt sich bis heute nicht wissenschaftlich belegen, sondern hat ihren Ursprung in der Romantik des 19. Jahrhunderts und nicht zuletzt in der romantischen Literatur von Walter Scott. Der Mythos von der Unterlegenheit der europäischen Stahlproduktions- und Schmiedetechnologie hat also keinerlei seriöse Quellen.

#### Primäre Eigenschaften
Des Weiteren wird behauptet, dass das Katana wegen seines weichen duktilen Kerns und der sehr harten (bis zu 61 HRC) Schneide praktisch unzerstörbar sei und mit gleicher Effektivität Stahl und organische Materialien schneide. Dieses Bild vom japanischen Schwert stammt aber gänzlich aus Anime und der romantischen Verklärung der japanischen Legenden. Abgesehen davon, dass wärmebehandelter Stahl von 45–58 HRC einen ebensolchen Stahl nicht schneiden, sondern höchstens brechen kann, widerspricht eine solche Sichtweise den Naturgesetzen. Es ist eine Vielzahl von japanischen und europäischen historisch-literarischen Quellen belegbar, die von verbogenen, schartigen und zerbrochenen Schwertwaffen berichten. Es gibt zwar auch Berichte über Einsatz gegen Metall (mit ernsten Folgen für die Waffe), aber eine Fähigkeit, „Stahl wie Butter zu schneiden“ oder „Seidentücher in der Luft durchzuschneiden“, lässt sich nirgendwo historisch belegen, was angesichts moderner Tests und metallografischer Untersuchungen der alten Schwertwaffen auch nicht verwundert. Darstellungen in Filmen, Computerspielen und Anime, in denen mit einem Hieb und ohne nennenswerten Materialwiderstand Steine, solide Metallgegenstände oder Plattenrüstungen entzweigeschnitten werden, sind Fiktion. In Anbetracht der Druck- bzw. Zugfestigkeit und Härte von Eisen, Stahl sowie Gesteinen sind solche Schnitte physikalisch nicht möglich.
Als ein exklusives Attribut des japanischen Schwertes wird gern seine angeblich phänomenale Schärfe angegeben. Dies scheint so gewesen zu sein, denn bei dem Besuch von Hasekura Tsunenaga in Europa im 17. Jahrhundert wurde dies bemerkt. Diese Behauptung wird aus der Tatsache abgeleitet, dass die Härte der Schneide des Katana für gewöhnlich die der europäischen Originale übersteigt (55–58 HRC gegen 64–67 HRC des jap. Katana). Die Härte der Schneide hat aber tatsächlich keine Auswirkung auf die Schärfe an sich – hier werden Schnitthaltigkeit und Schärfe verwechselt. Tatsächlich kann eine geringere Duktilität des Schneidenstahls der Schärfe im mikroskopischen Bereich sogar abträglich sein. Der weiche Kern und der Klingenrücken (Mune) des Katana sorgen außerdem dafür, dass sich die Waffe bei Belastung schnell verbiegt, denn nur so kann die Spannung absorbiert werden und die harte Schneide intakt bleiben. So erklären sich auch viele Scharten und Verbiegungen an historischen japanischen Klingen. Bei steiferen Klingen und höherer Härte des Kerns steigt erwartungsgemäß die Gefahr der Ausbrüche an der Schneide bei zu hohen Belastungen. Die häufig zitierte „Härte bei gleichzeitiger Elastizität“ ist also ein Kompromiss und keine Vereinigung zweier gegensätzlicher Eigenschaften.
Auch gibt es die Meinung, dass Katana im Vergleich zu anderen Schwertern sehr dünn seien, was zu einer steilen Klingengeometrie und somit außerordentlichen Schnittleistung führe. Dabei werden oft ausgerechnet europäische Schwertwaffen als extrem dick angenommen; möglicherweise nur, weil die sichtbar breiteren Klingen automatisch auch für dicker gehalten werden, oder wegen der aufgrund ihrer Schlagkante dick erscheinenden Fechtwaffen, die beim Szenenfechten und Schaukampf verwendet werden. Tatsache ist aber, dass eine Nihonto-Klinge 6 bis 9 Millimeter dick ist und diese Dicke bis zum Ort (Kissaki) hin kaum abnimmt, während europäische Schwerter an der Klingenwurzel bis 8 mm und im Ortbereich zuweilen nur 2 mm Dicke aufweisen. Japanische Schwerter sind also tatsächlich dicker als z. B. die Originalschwerter des europäischen Mittelalters.
Letztlich ist die Klingendicke nur eine makroskopische Größe von mehreren, die zusammen mit dem mikroskopischen Aufbau die Schärfe einer Klinge definieren.

#### Fechtsystem und Einsatzgebiet
Das dem Katana zugehörige Fechtsystem Kenjutsu wird in populärwissenschaftlichen Printmedien und TV-Sendeformaten oft sehr unpräzise behandelt. Die Grenzen zwischen Kendō, Kenjutsu und Aikidō werden meist verwischt und so ein moderner Sport wie Kendō oft irrtümlich als „uralte Schwertkampfkunst“ bezeichnet. Die Vorstellung der Öffentlichkeit über den japanischen Schwertkampf basiert größtenteils auf Samurai-Filmen, Hollywood-Darstellungen des fernen Ostens oder besonders bei den jungen Rezipienten auf Anime-Serien wie Naruto oder Kenshin. Vorstellungen eines intrinsischen Tötungspotentials einer Waffe stammen aus Computerspielen und haben mit realem Blankwaffengebrauch nichts gemein. Aufgrund dieser Tendenz und der weiträumigen Verbreitung der Missverständnisse aus dem 18. und 19. Jahrhundert bezüglich der europäischen Schwertwaffen wird oft die Meinung geäußert, das Katana sei in puncto Geschwindigkeit allen anderen Schwertern überlegen wegen seines im Vergleich zu anderen Klingenwaffen angeblich geringen Gewichts. Wenn man aber die Tatsache betrachtet, dass ein durchschnittliches Katana ebenfalls wie das europäische Kampfschwert (Typ X bis XIV nach der Oakeshott-Klassifikation) um 1100–1200 Gramm gewogen hat, bleibt die o. e. Behauptung zumindest zweifelhaft. Den Säbel (0,9–1,1 kg), das Rapier (bis 1,4 kg) und die römisch-germanische Spatha (0,6 bis 1,2 kg) gab es ebenfalls in Gewichten unter 800 Gramm (Bsp.: die russisch-kaukasische Schaschka). Damit befindet sich das Katana gewichtsmäßig eher im mittleren Bereich. Die beidhändige Führung bei einer durchschnittlichen Klingenlänge um die 70 cm hat in anderen Kulturkreisen ebenfalls ihre Entsprechungen (z. B. das europäische lange Messer). Hiermit existieren in Wirklichkeit keine logisch nachvollziehbaren Gründe für eine bedeutend schnellere Fechtweise mit dem Katana als bei anderen historischen Fechtstilen. Argumente wie die historische Abwesenheit hochentwickelter Fechtlehren und qualitativer gebrauchstüchtiger Waffen bei anderen Völkern außerhalb des sino-japanischen Kulturkreises entsprechen aus wissenschaftlicher Sicht nicht den archäologisch und historisch belegten Tatsachen.
Es gibt auch Missverständnisse, die in die andere Richtung gehen; so wird oft behauptet, dass Nihontō reine Hiebwaffen darstellten und nur zur Bekämpfung ungepanzerter Gegner geeignet waren. Dabei spielt die Tatsache eine große Rolle, dass heute nahezu alle authentischen japanischen Schwerter für sportliche Aktivitäten wie Tameshigiri und Iaidō geschmiedet werden. Die sogenannten Koto-Schwerter („alte Schwerter“, grob gesagt vor und während des 16. Jahrhunderts hergestellt) weisen eine hohe Variabilität auf, was Klingengeometrie, Krümmung, Balance und Gewicht angeht, wobei das Grundkonzept des Nihontō immer gleich blieb. Ihre primäre Aufgabe war die Bekämpfung der japanischen Rüstungen, die unter anderem Eisen und Stahl (z. B. Helme) enthielten. Deswegen sind die klassischen japanischen Schwerter aus der Zeit der Kriege und Auseinandersetzungen vor dem Tokugawa-Shogunat bestens an die Rüstungen der damaligen Zeit angepasst und eignen sich also für mehr als nur zum Schneiden weicher Ziele. Eine wichtige Unterscheidung: Das Katana entstand in seiner heutigen Form erst im 17. Jahrhundert, die Schlacht-Schwerter vor dem Tokugawa-Shogunat waren in der Regel keine Katana und wurden entsprechend anders eingesetzt.
Das konkrete Einsatzgebiet des Katana wird sehr oft vernachlässigt oder verzerrt. Es wird unter anderem angegeben, dass das Katana sich bestens zur Bekämpfung jeglicher Art von Rüstung eigne und in nahezu jeder erdenklichen Kampfsituation eingesetzt werden könne. Solche Vorstellungen lassen aber zu deutlich den Einfluss der modernen Samurai- und Ninja-Filme erkennen, die gewöhnlich mit der historischen Kriegsführung nichts zu tun haben. Bis zur Edo-Zeit waren die Samurai primär berittene Bogenschützen, wobei ihr Schwert Tachi nur in einer Notsituation eingesetzt wurde. Erst durch eine Verordnung des Shōguns Tokugawa Ieyasu wurde das im 15. Jahrhundert aus dem Uchigatana hervorgegangene Katana als „Seele des Samurais“ verklärt, wobei die klassischen Kriege zu Ross in voller Rüstung für immer in die Vergangenheit rückten. Das Katana an sich war somit von vornherein eine persönliche Duellwaffe für schwach oder gar nicht gerüstete Gegner, die ihre endgültige Form (Montierung, Politur, Gestaltung) erst im 17. Jahrhundert erlangte. Hiermit kam das Katana des 17. bis 19. Jahrhunderts so gut wie gar nicht in Berührung mit Lamellenpanzern, Brustpanzern oder traditionellen Ōyoroi-Rüstungen der früheren Zeiten. Seine angeblich panzerbrechenden Eigenschaften oder die universelle Eignung für alle Belange des Schlachtfeldes entbehren hiermit jeglicher historischer Grundlage. Im Gegensatz dazu sei vermerkt, dass die europäischen Schwerter des Hoch- und Spätmittelalters, zentralasiatische Säbel sowie nahöstliche Klingenwaffen bei der Bekämpfung von Kettenpanzern, Lamellenpanzern oder gar Plattenrüstungen oft Spitzenbelastungen ertragen mussten, die bei japanischen Rüstungen so nie auftreten konnten – das Durchhauen eines Kettenpanzers oder Durchstechen der Plattenrüstung an der entsprechenden Stelle stellt sehr hohe Anforderungen an das Klingenmaterial und die Wärmebehandlung der Klinge. Der Aufbau und die Härtung des Katana sind hiermit rein technisch ungeeignet zur Bekämpfung von Plattenrüstungen oder Kettenpanzern, diese konkrete relativ junge Schwertart (nicht zu verwechseln mit Tachi oder Nihontō an sich) diente ausschließlich repräsentativen Zwecken und als Duellwaffe gegen ungepanzerte Gegner.

#### Metallurgische Hintergründe
Eines der häufigsten Argumente, das die Überlegenheit der japanischen Klingen belegen soll, ist die Behauptung, dass die Eisenluppe – Tamahagane – aus dem japanischen Rennofen (Tatara) besonders rein sei oder durchgehend hohe Mengen an Legierungsbestandteilen wie Molybdän, Vanadium oder Wolfram enthielte. Die Rohluppe aus dem Rennofen ist jedoch ein Zufallsprodukt, dessen Gehalt an Schlacke und Kohlenstoff sehr weit auseinander liegen kann. Demzufolge ist jedes Stück Tamahagane absolut individuell. Das Fachwissen des Schmiedes erlaubt diesem die Auswahl geeigneter Stücke, die möglichst schlackenfrei sein und einen Kohlenstoffgehalt zwischen 0,8 und 1,3 % besitzen sollen. Das japanische Eisenerz in Form des „satetsu“ (Eisensand) war qualitativ gesehen nur von mittelmäßiger bis minderer Qualität, weshalb auch die langwierigen Raffiniertechniken durch Falten und Ausschmieden zur Reinigung des Stahls notwendig waren (siehe Yoshihara, Tanimura). Die Qualität des japanischen Stahls und das große Können der japanischen Schmiede besteht also eher in ihrer Fähigkeit, aus mittelmäßigen Ausgangsmaterialien qualitativ gute bis sehr gute Klingen zu schmieden. Das erklärt auch, warum die japanischen Schmiede zur Zeit des Namban-Handels und danach gern europäischen Exportstahl („Namban-Tetsu“) verwendeten. Die Qualität der japanischen Klingen gründet demnach nicht auf der Qualität des Ausgangsmaterials als solchem.
Was die angeblichen Legierungsbestandteile angeht, so sind diese bei metallografischen Untersuchungen nicht in signifikant erhöhten Mengen festgestellt worden. Abgesehen davon, dass ein Rennofen nicht die zur Herstellung von niedrig bzw. hochlegierten Stählen erforderliche Temperatur aufbringen kann, weisen moderne Stähle trotz aller möglicher Kombinationen oben genannter Elemente keine „erstaunlichen Eigenschaften“ auf, die oft dem japanischen Stahl durch die Medien zugeschrieben werden. Das Vorhandensein von Molybdän und Vanadium in signifikant hohen Anteilen sowie von Nano-Strukturen im japanischen Stahl ist eigentlich bisher nicht nachgewiesen worden; es ist im Grunde eine falsche Analogie zu Wootz und der Rolle des Vanadiums als Karbid-Bildner, die einer wenig sorgfältigen Berichterstattung der Medien geschuldet ist.

## Schwertpflege
Das Katana wird normalerweise in einer bestimmten Reihenfolge und mit diversen Utensilien gereinigt und gepflegt (sofern keine Scharten vorhanden sind, was den Einsatz von Schleifsteinen nötig macht).
1. Mit einem wenn möglich säurefreien, speziellen Papier (Japanpapier = Nuguigami) wird die Klinge von oberflächlichem Schmutz und altem Kamelien- (Tsubaki-Öl, Tsubaki Abura) oder Nelkenöl (Choji-Öl) befreit. Nuguigami muss vor dem Verwenden intensiv „geknetet“ werden, um alle groben Partikel zu entfernen, ansonsten kann es zu extrem feinen Kratzern auf der Klinge führen – dies hängt von der Qualität des Papiers ab. Möglich sind notfalls auch chlorfreies Zellstoff-Toilettenpapier oder -taschentücher ohne Parfümierung oder Wirkstoffe wie Aloe vera.
2. Die Klinge kann bei Verschmutzungen mit Kalksteinpuder (Uchiko) eingepudert werden. Dieses hat eine reinigende und leicht polierende Wirkung, ohne Kratzer zu erzeugen. Mit einem neuen Stück Japanpapier (Nuguigami) und dem Puder werden Ölreste und Verunreinigungen wegpoliert.

Im Rahmen einer normalen Reinigung genügt ein leichtes Abwischen der Oberfläche, ohne dabei wesentlichen Druck auszuüben.
Stellen mit sichtbarem, leichten Flugrost oder Folgen von Speichelspritzern, Fingerabdrücken o. ä., kann im begrenzten Rahmen ebenfalls mit Uchiko entfernt werden. Hierbei darf man aber niemals versuchen, durch festes Reiben der betroffenen Stellen diese schnell zu 'reparieren'. Die Folge wäre eine verkratzte oder blankpolierte Stelle und eine zerstörte Politur.
Unter Verwendung von Uchiko der höchsten Qualität (d. h. feinst-gemahlen) sind die betroffenen Areale stattdessen mit nur minimal (gegenüber der Behandlung der übrigen Klingenfläche) erhöhten Druck und nur jeweils kurz zu behandeln. Danach die Klinge leicht ölen (s. u.) und die Prozedur erst nach einigen Tagen wiederholen. Diese Art der „Reparatur“ kann durchaus mehrere Wochen oder gar Monate dauern und erfordert Ausdauer und Geduld, bis die Schadstelle verschwunden ist, aber nur so ist eine weitgehend politurerhaltende Reparatur möglich. Bei größeren Schäden oder wenn das empfohlene Verfahren nicht mehr hilft, bleibt nur die Neupolitur.
Allerdings trägt der langfristige Gebrauch von Uchiko aufgrund seiner minimal abradierenden (oberflächen-abtragenden) Eigenschaft auch letztendlich bedeutend zur „Ermüdung“ der Politur bei. Daher sollte die Häufigkeit des Gebrauch von Uchiko zur Klingenreinigung besser auf ein Minimum begrenzt werden. Die Erneuerung einer Politur ist immer ein Abrasionsprozess und „Togi“ (japanischer Profi-Schwert-Polierer) sind außerhalb Japans selten.
Eine Alternative bzw. Ergänzung zum Uchiko stellt hochreines Ethanol (Spiritus, Weingeist, mind. 90 %) aus der Apotheke dar.
Nach dem ersten, trockenen Abwischen der Klinge mit dem Nuguigami (Japanpapier, s. o.) bzw. einem Stück chlor- und säurefreien, weichen Zellstoffs, erfolgt das maßvolle Tränken eines neuen, sauberen Stückes Papier mit 90 % Ethanol, mit dem dann die Klinge in langen Zügen und ohne großen Druck abgewischt wird. Dabei wird die wischende Hand immer von der stumpfen Klingenrückenseite her an der Klinge entlanggeführt, um Schnittverletzungen zu vermeiden.
Man wartet kurz, bis der Alkohol sichtbar verdunstet und die Klinge trocken ist, wischt dann nochmals mit einem neuen, trockenen und weichen Stück Papier kurz nach und ölt wie nachfolgend beschrieben zum Abschluss die Klinge ein. 90 % Ethanol ist prinzipiell für alle Katanastähle geeignet, sowohl historische (Tamahagane) wie auch moderne. Bei wertvollen Klingen empfiehlt sich sicherheitshalber vorab eine Testreinigung einer kleinen unkritischen Stelle, z. B. des Ji unter der Habakifläche.
Ein wichtiger Hinweis:
Die kleine Fläche des Ji (seitliche Klingenoberfläche) unter der Habaki (Klingenzwinge) muss bei jeglichen Reinigungen immer in Richtung der Nakago (Angel) hin abgewischt werden, niemals in Richtung der Klinge!
Diese Stelle ist ein Schmutzfänger, oft lagern sich dort auch Metallpartikel der Habaki oder Rostpartikel von der Nakago (Angel) an. Ein Wischen in Richtung der Klinge befördert diese dann auf die Klingenfläche und verursacht mit der Zeit Kratzer.
Beim Einölen sollte man auch diesen Bereich eher mit einem Extra-Öl-Tuch oder mit der ölbefeuchteten Fingerkuppe behandeln (in Angelrichtung arbeiten), aber nicht mit dem gleichen Tuch, mit dem der restliche Klingenkörper behandelt wird.
1. Die Klinge wird nach dem Säubern wieder mit speziellem Kamelien- oder Nelkenöl eingeölt. Man benutzt dazu ein Yoshinogami-Tuch (sehr dünnes Japanpapier) oder Watte. Dazu benutzt man ein frisches Stück Zellstoff oder Japanpapier. Ätherisches Nelkenöl, wie man es in Europa in Apotheken kaufen kann, ist völlig ungeeignet und kann die Klinge beschädigen. Das Öl sollte sehr sparsam verwendet werden, so dass sich ein hauchdünner Ölfilm bildet. Dieser Film schützt die Klinge vor Flugrost und Luftfeuchtigkeit. 1–2 Tropfen genügen völlig. Es darf allerdings kein Öl auf der Klinge „stehen“, weil sonst Holzpartikel und Staub aus der Scheide an der Klinge kleben würden. Bei Bewegungen der Klinge in der Saya würden dann Kratzer entstehen. Diese Pflegeprozedur sollte je nach Luftfeuchtigkeit wenigstens alle drei Monate wiederholt werden.
2. Die Schwerter sind vollständig zerlegbar; die Klinge wird durch einen Stift (Mekugi) aus Bambus, Horn oder auch Holz, selten aus Metall, im Griff (Tsuka) fixiert. Der Stift kann bei Bedarf herausgedrückt werden, wobei man ein kleines hammerähnliches Werkzeug (Mekuginuki) aus Messing benutzt. Bei alten Originalen sollte man die Angel bzw. Nakago nicht verändern (Rost entfernen, schleifen oder einölen), sondern einen Fachmann zu Rate ziehen, da die Angel, deren Zustand und gegebenenfalls die Inschriften für die Einstufung (Alter/Echtheit) und Wertbeurteilung wichtig sind.
3. Wenn man die Klinge begutachten oder halten will, benutzt man ein Stück Seidenstoff (Fukusa). Man sollte eine Klinge nicht mit der Hand berühren. Früher musste man sogar ein Stück Papier zwischen den Lippen halten, um durch das Atmen keine Verunreinigungen zu erzeugen.